# 阿弗尔-科马丹站
阿弗尔-科马丹站（法語：Havre - Caumartin）是巴黎地铁3号线和9号线的一个换乘站，位于巴黎第九区，得名于以法国城市勒阿弗尔命名的勒阿弗尔路和以巴黎商会会长安托万-路易·勒菲弗·德·科马丹命名的科马丹路。作为3号线一期路网的一部分于1904年10月19日启用。

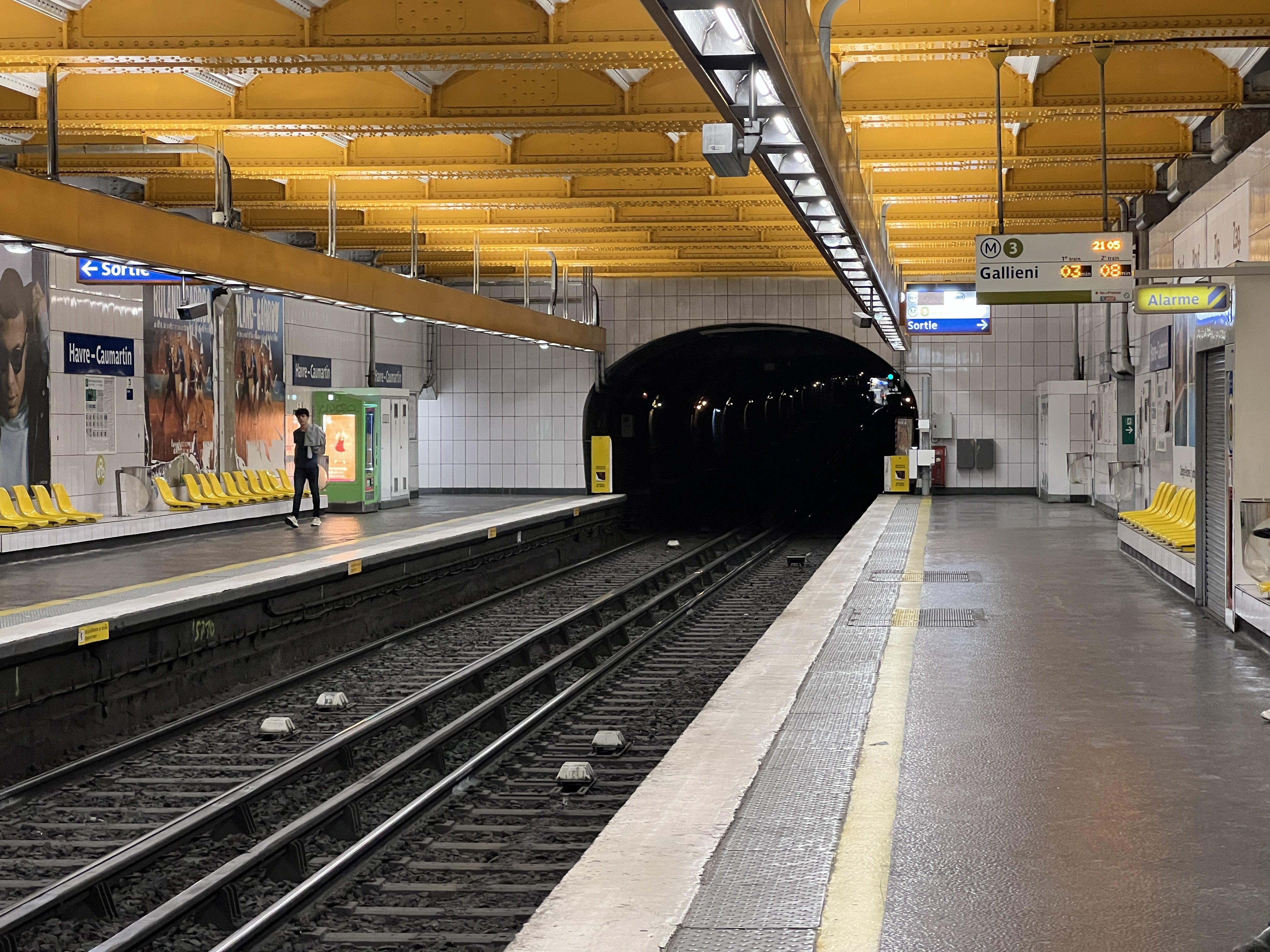
3號線月台 (2022年7月)

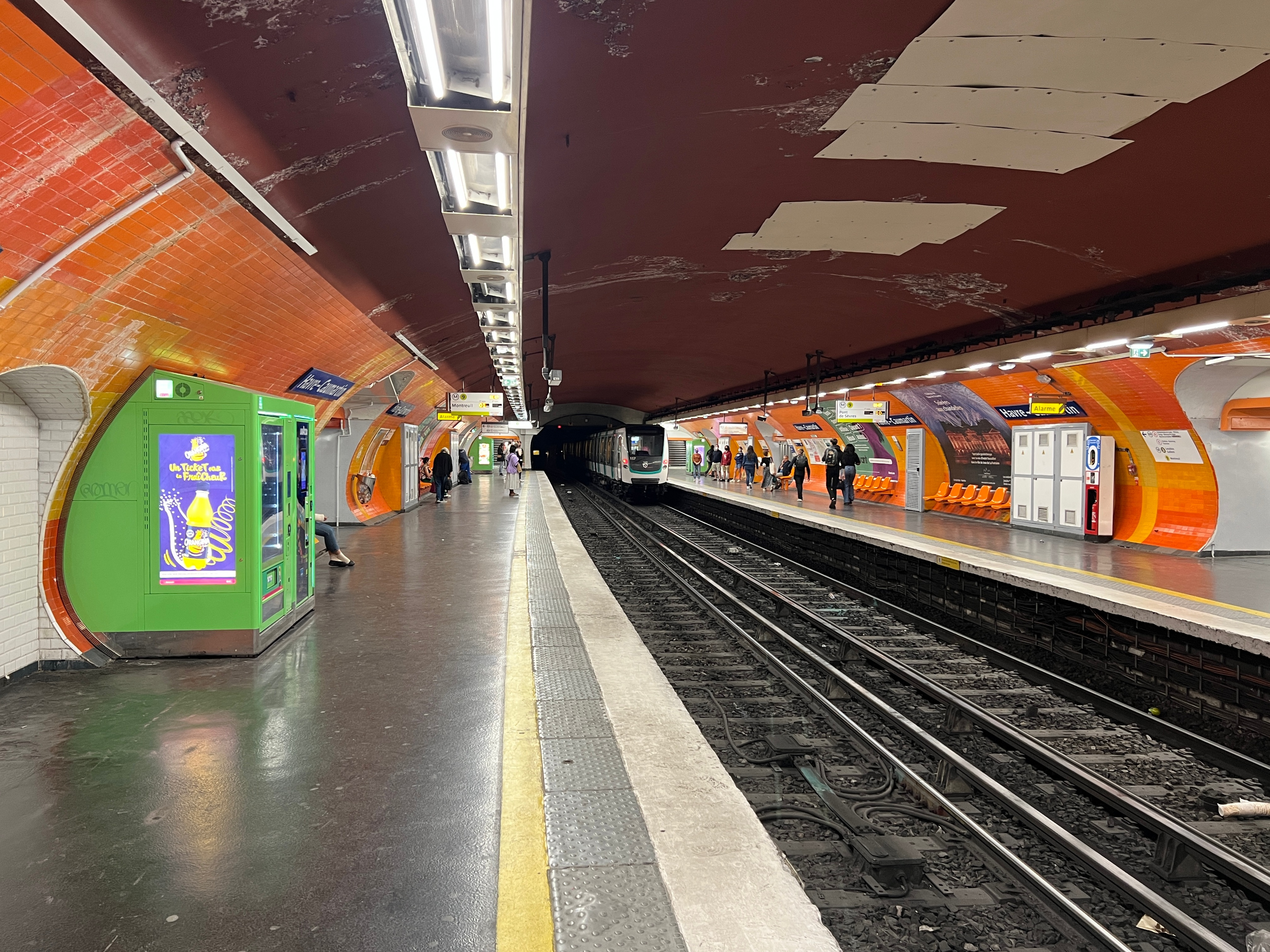
9號線月台 (2022年7月)

## 車站結構
| G  | 街道               | 出入口                                |
| B1 | 夾層               | 閘機                                  |
| B2 | 側式月台，右側開門 | 側式月台，右側開門                    |
| B2 | 西行               | 往勒瓦卢瓦桥-贝孔（聖拉扎爾）         |
| B2 | 東行               | 往加列尼（歌劇院）                    |
| B2 | 側式月台，右側開門 |                                       |
| B3 | 側式月台，右側開門 | 側式月台，右側開門                    |
| B3 | 西行               | 往塞夫爾橋（聖奧古斯丁）              |
| B3 | 東行               | 往蒙特勒伊市政厅（绍塞当坦-拉法耶特） |
| B3 | 側式月台，右側開門 |                                       |